# Liste des Premiers ministres de Thaïlande
Pour un article plus général, voir Premier ministre de Thaïlande.
Cet article dresse la liste des Premiers ministres du Siam puis de la Thaïlande, depuis 1932. Ne sont cependant pas inclus les Premiers ministres par intérim à la suite d'un coup d'État ou d'une démission de ceux-ci.
Le pays a connu 30 chefs de gouvernements depuis Manopakon Nitithada, premier « Président du Comité du Peuple », fonction créée à la suite de la révolution siamoise de 1932 et qui deviendra par la suite celui de Premier ministre.
La 31e et actuelle Première ministre est Paethongtarn Shinawatra, fille du 23e premier ministre Thaksin Shinawatra et cheffe du Pheu Thai.

## Chronologie
| Nom | Nom                                  | Nom                               | Gouvernement                        | Dates                                | Durée                         | Parti                     | Législature (élection)  | Monarque (période de règne) |
| --- | ------------------------------------ | --------------------------------- | ----------------------------------- | ------------------------------------ | ----------------------------- | ------------------------- | ----------------------- | --------------------------- |
| |                                      | Manopakon Nitithada (1884-1948)   | 1er                                 | 28 juin – 10 décembre 1932           | 11 mois et 23 jours           | SE                        | —                       | Rama VII (1925–1935)        |
| 2e | 10 décembre 1932 – 1er avril 1933    | Manopakon Nitithada (1884-1948)   |                                     |                                      | 11 mois et 23 jours           | SE                        | —                       | Rama VII (1925–1935)        |
| AUTO-COUP D'ÉTAT 1er avril 1933 |                                      | Manopakon Nitithada (1884-1948)   |                                     |                                      | 11 mois et 23 jours           | SE                        | —                       | Rama VII (1925–1935)        |
| 3e | 1er avril – 20 juin 1933             | Manopakon Nitithada (1884-1948)   |                                     |                                      | 11 mois et 23 jours           | SE                        | —                       | Rama VII (1925–1935)        |
| COUP D'ÉTAT 20 juin 1933 mené par Phot Phahonyothin |                                      |                                   |                                     |                                      |                               |                           |                         | Rama VII (1925–1935)        |
| |                                      | Phot Phahonyothin (1887-1947)     | 4e                                  | 21 juin – 16 décembre 1933           | 5 ans, 5 mois et 25 jours     | KR                        | —                       | Rama VII (1925–1935)        |
| 5e | 16 décembre 1933 – 22 septembre 1934 | Phot Phahonyothin (1887-1947)     | 1re (1933)                          |                                      | 5 ans, 5 mois et 25 jours     | KR                        |                         | Rama VII (1925–1935)        |
| 6e | 22 septembre 1934 – 9 août 1937      | Phot Phahonyothin (1887-1947)     | 1re (1933)                          |                                      | 5 ans, 5 mois et 25 jours     | KR                        |                         | Rama VII (1925–1935)        |
| 6e | 22 septembre 1934 – 9 août 1937      | Phot Phahonyothin (1887-1947)     | 1re (1933)                          | Rama VIII (1935–1946)                | 5 ans, 5 mois et 25 jours     | KR                        |                         |                             |
| 7e | 9 août – 21 décembre 1937            | Phot Phahonyothin (1887-1947)     | 1re (1933)                          |                                      | 5 ans, 5 mois et 25 jours     | KR                        |                         |                             |
| 8e | 21 décembre 1937 – 16 décembre 1938  | Phot Phahonyothin (1887-1947)     | 2e (1937)                           |                                      | 5 ans, 5 mois et 25 jours     | KR                        |                         |                             |
| | Plaek Phibunsongkhram (1897-1964)    | 9e                                | 16 décembre 1938 – 7 mars 1942      | 5 ans, 7 mois et 16 jours            | 3e (1938)                     | KR                        |                         |                             |
| 10e | Plaek Phibunsongkhram (1897-1964)    | 7 mars 1942 – 1er août 1944       |                                     | 5 ans, 7 mois et 16 jours            | 3e (1938)                     | KR                        |                         |                             |
| | Khuang Aphaiwong (1902-1968)         | 11e                               | 1er août 1944 – 31 août 1945        | 1 an et 30 jours                     | 3e (1938)                     | KR                        |                         |                             |
| | Thawi Bunyaket (1904-1971)           | 12e                               | 31 août – 17 septembre 1945         | 17 jours                             | 3e (1938)                     | KR                        |                         |                             |
| | Seni Pramot (1905-1997)              | 13e                               | 17 septembre 1945 – 31 janvier 1946 | 4 mois et 14 jours                   | 3e (1938)                     | FTL                       |                         |                             |
| | Khuang Aphaiwong (1902-1968)         | 14e                               | 31 janvier – 24 mars 1946           | 1 mois et 21 jours                   | KR                            | 4e (1946)                 |                         |                             |
| | Pridi Banomyong (1900-1983)          | 15e                               | 24 mars – 11 juin 1946              | 4 mois et 30 jours                   | KR                            | 4e (1946)                 |                         |                             |
| Rama IX (1946-2016) | Pridi Banomyong (1900-1983)          | 15e                               | 24 mars – 11 juin 1946              | 4 mois et 30 jours                   | KR                            | 4e (1946)                 |                         |                             |
| 16e | Pridi Banomyong (1900-1983)          | 11 juin – 23 août 1946            | PU                                  | 4 mois et 30 jours                   |                               | 4e (1946)                 |                         |                             |
| | Thawan Thamrongnawasawat (1901-1988) | 17e                               | 23 août 1946 – 30 mai 1947          | 1 an, 2 mois et 16 jours             | FC                            | 4e (1946)                 |                         |                             |
| 18e | Thawan Thamrongnawasawat (1901-1988) | 30 mai – 8 novembre 1947          |                                     | 1 an, 2 mois et 16 jours             | FC                            | 4e (1946)                 |                         |                             |
| COUP D'ÉTAT 8 novembre 1947 mené par Phin Chunhawan Le « Conseil militaire national » détient le pouvoir jusqu'au 9 novembre 1947                                                                |                                      |                                   |                                     |                                      |                               |                           |                         |                             |
| |                                      | Khuang Aphaiwong (1902-1968)      | 19e                                 | 9 novembre 1947 – 21 février 1948    | 4 mois et 30 jours            | DEM                       | —                       |                             |
| 20e | 21 février – 8 avril 1948            | Khuang Aphaiwong (1902-1968)      | 5e (1948)                           |                                      | 4 mois et 30 jours            | DEM                       |                         |                             |
| |                                      | Plaek Phibunsongkhram (1897-1964) | 5e (1948)                           | 21e                                  | 8 avril 1948 – 25 juin 1949   | 9 ans, 5 mois et 8 jours  | DTP                     |                             |
| 22e | 25 juin 1949 – 29 novembre 1951      | Plaek Phibunsongkhram (1897-1964) | 5e (1948)                           |                                      |                               | 9 ans, 5 mois et 8 jours  | DTP                     |                             |
| AUTO-COUP D'ÉTAT 29 novembre 1951 | AUTO-COUP D'ÉTAT 29 novembre 1951    | Plaek Phibunsongkhram (1897-1964) | 5e (1948)                           | —                                    |                               | 9 ans, 5 mois et 8 jours  |                         |                             |
| 23e | 29 novembre – 6 décembre 1951        | Plaek Phibunsongkhram (1897-1964) | 5e (1948)                           | —                                    |                               | 9 ans, 5 mois et 8 jours  |                         |                             |
| 24e | 6 décembre 1951 – 23 mars 1952       | Plaek Phibunsongkhram (1897-1964) | DTP                                 | 6e                                   |                               | 9 ans, 5 mois et 8 jours  |                         |                             |
| 25e | 24 mars 1952 – 21 mars 1957          | Plaek Phibunsongkhram (1897-1964) | DTP                                 | 7e (1952)                            |                               | 9 ans, 5 mois et 8 jours  |                         |                             |
| 26e | 21 mars – 16 septembre 1957          | Plaek Phibunsongkhram (1897-1964) | SM                                  | 8e (fév. 1957)                       |                               | 9 ans, 5 mois et 8 jours  |                         |                             |
| COUP D'ÉTAT 16 septembre 1957 mené par Sarit Thanarat Le « Conseil révolutionnaire » détient le pouvoir jusqu'au 21 septembre 1957                                                               |                                      |                                   |                                     |                                      |                               |                           |                         |                             |
| |                                      | Phot Sarasin (1905-2000)          | 27e                                 | 21 septembre 1957 – 1er janvier 1958 | 3 mois et 11 jours            | SE                        | —                       |                             |
| |                                      | Thanom Kittikhachon (1911-2004)   | 28e                                 | 1er janvier 1958 – 20 octobre 1958   | 9 mois et 19 jours            | NS                        | 9e (déc. 1957)          |                             |
| COUP D'ÉTAT 20 octobre 1958 mené par Sarit Thanarat Le « Conseil révolutionnaire » détient le pouvoir jusqu'au 9 février 1959                                                                    |                                      |                                   |                                     |                                      |                               |                           |                         |                             |
| |                                      | Sarit Thanarat (1908-1963)        | 29e                                 | 9 février 1959 – 8 décembre 1963     | 4 ans, 9 mois et 29 jours     | —                         | —                       |                             |
| |                                      | Thanom Kittikhachon (1911-2004)   | 30e                                 | 9 décembre 1963 – 7 mars 1969        | 9 ans, 10 mois et 5 jours     | —                         | —                       |                             |
| 31e | 7 mars 1969 – 17 novembre 1971       | Thanom Kittikhachon (1911-2004)   | PTU                                 | 10e (1969)                           | 9 ans, 10 mois et 5 jours     |                           |                         |                             |
| AUTO-COUP D'ÉTAT 17 novembre 1971 | AUTO-COUP D'ÉTAT 17 novembre 1971    | Thanom Kittikhachon (1911-2004)   | —                                   | —                                    | 9 ans, 10 mois et 5 jours     |                           |                         |                             |
| 32e | 18 décembre 1972 – 14 octobre 1973   | Thanom Kittikhachon (1911-2004)   | —                                   | —                                    | 9 ans, 10 mois et 5 jours     |                           |                         |                             |
| |                                      | Sanya Thammasak (1907-2002)       | 33e                                 | —                                    | 14 octobre 1973 – 22 mai 1974 | 1 an, 4 mois et 1 jour    | SE                      |                             |
| 34e | 27 mai 1974 – 15 février 1975        | Sanya Thammasak (1907-2002)       |                                     | —                                    |                               | 1 an, 4 mois et 1 jour    | SE                      |                             |
| |                                      | Seni Pramot (1905-1997)           | 35e                                 | 15 février – 14 mars 1975            | 27 jours                      | DEM                       | 11e (1975)              |                             |
| |                                      | Khuek-rit Pramot (1911-1995)      | 36e                                 | 14 mars 1975 – 20 avril 1976         | 1 an, 1 mois et 6 jours       | AS                        | 11e (1975)              |                             |
| |                                      | Seni Pramot (1905 – 1997)         | 37e                                 | 20 avril – 25 septembre 1976         | 5 mois et 16 jours            | DEM                       | 12e (1976)              |                             |
| 38e | 25 septembre – 6 octobre 1976        | Seni Pramot (1905 – 1997)         |                                     |                                      | 5 mois et 16 jours            | DEM                       | 12e (1976)              |                             |
| COUP D'ÉTAT 6 octobre 1976 mené par Sangad Chaloryu Le « Conseil national de la réforme » détient le pouvoir jusqu'au 8 octobre 1976                                                             |                                      |                                   |                                     |                                      |                               |                           |                         |                             |
| |                                      | Thanin Kraiwichian (1927-2025)    | 39e                                 | 8 octobre 1976 – 20 octobre 1977     | 1 an et 12 jours              | SE                        | —                       |                             |
| COUP D'ÉTAT 20 octobre 1977 mené par Sangad Chaloryu Le « Conseil national de la réforme » détient le pouvoir jusqu'au 11 novembre 1977                                                          |                                      |                                   |                                     |                                      |                               |                           |                         |                             |
| |                                      | Kriangsak Chamanan (1917-2003)    | 40e                                 | 11 novembre 1977 – 12 mai 1979       | 2 ans, 3 mois et 21 jours     | SE                        | —                       |                             |
| 41e | 12 mai 1979 – 3 mars 1980            | Kriangsak Chamanan (1917-2003)    | 13e (1979)                          |                                      | 2 ans, 3 mois et 21 jours     | SE                        |                         |                             |
| |                                      | Prem Tinsulanonda (1920-2019)     | 13e (1979)                          | 42e                                  | 3 mars 1980 – 30 avril 1983   | SE                        | 8 ans, 5 mois et 1 jour |                             |
| 43e | 30 avril 1983 – 5 août 1986          | Prem Tinsulanonda (1920-2019)     | 14e (1983)                          |                                      |                               | SE                        | 8 ans, 5 mois et 1 jour |                             |
| 44e | 5 août 1986 – 4 août 1988            | Prem Tinsulanonda (1920-2019)     | 15e (1986)                          |                                      |                               | SE                        | 8 ans, 5 mois et 1 jour |                             |
| |                                      | Chatchai Chunhawan (1920-1998)    | 45e                                 | 4 août 1988 – 9 décembre 1990        | 2 ans, 6 mois et 19 jours     | NT                        | 16e (1988)              |                             |
| 46e | 9 décembre 1990 – 23 février 1991    | Chatchai Chunhawan (1920-1998)    |                                     |                                      | 2 ans, 6 mois et 19 jours     | NT                        | 16e (1988)              |                             |
| COUP D'ÉTAT 23 février 1991 mené par Sunthorn Kongsompong Le « Conseil national de maintien de la paix » détient le pouvoir jusqu'au 2 mars 1991                                                 |                                      |                                   |                                     |                                      |                               |                           |                         |                             |
| |                                      | Anan Panyarachun (1932)           | 47e                                 | 23 février 1991 – 7 avril 1992       | 1 an, 1 mois et 5 jours       | SE                        | —                       |                             |
| Suchinda Khra-prayun | Suchinda Khra-prayun (1933-2025)     | 48e                               | 7 avril – 10 juin 1992              | 1 mois et 17 jours                   | 17e (mar. 1992)               | SE                        |                         |                             |
| | Anan Panyarachun (1932)              | 49e                               | 10 juin – 23 septembre 1992         | 3 mois et 13 jours                   | 17e (mar. 1992)               | SE                        |                         |                             |
| |                                      | Chuan Likphai (1938)              | 50e                                 | 23 septembre 1992 – 13 juillet 1995  | 2 ans, 9 mois et 20 jours     | DEM                       | 18e (sept. 1992)        |                             |
| |                                      | Banhan Sinlapa-acha (1932-2016)   | 51e                                 | 13 juillet 1995 – 25 novembre 1996   | 1 an, 4 mois et 12 jours      | NT                        | 19e (1995)              |                             |
| |                                      | Chawalit Yongchaiyut (1932)       | 52e                                 | 25 novembre 1996 – 9 novembre 1997   | 11 mois et 15 jours           | NA                        | 20e (1996)              |                             |
| |                                      | Chuan Likphai (1938)              | 53e                                 | 9 novembre 1997 – 9 février 2001     | 3 ans et 3 mois               | DEM                       | 20e (1996)              |                             |
| |                                      | Thaksin Shinawatra (1949)         | 54e                                 | 9 février 2001 – 11 mars 2005        | 5 ans, 7 mois et 10 jours     | TRT                       | 21e (2001)              |                             |
| 55e | 11 mars 2005 – 19 septembre 2006     | Thaksin Shinawatra (1949)         | 22e (2005, 2006)                    |                                      | 5 ans, 7 mois et 10 jours     | TRT                       |                         |                             |
| COUP D'ÉTAT 19 septembre 2006 mené par Sonthi Boonyaratglin Le « Conseil pour une Réforme du Régime démocratique avec le Roi comme chef de l'État » détient le pouvoir jusqu'au 1er octobre 2006 |                                      |                                   |                                     |                                      |                               |                           |                         |                             |
| |                                      | Surayut Chulanon (1943)           | 56e                                 | 1er octobre 2006 – 29 janvier 2008   | 1 an, 3 mois et 28 jours      | SE                        | —                       |                             |
| |                                      | Samak Sunthorawet (1935-2009)     | 57e                                 | 29 janvier – 9 septembre 2008        | 7 mois et 11 jours            | PP                        | 23e (2007)              |                             |
| |                                      | Somchai Wongsawat (1947)          | 58e                                 | 18 septembre – 2 décembre 2008       | 2 mois et 14 jours            | PP                        | 23e (2007)              |                             |
| |                                      | Aphisit Wetchachiwa (1964)        | 59e                                 | 17 décembre 2008 – 5 août 2011       | 2 ans, 7 mois et 19 jours     | DEM                       | 23e (2007)              |                             |
| |                                      | Yingluck Shinawatra (1967)        | 60e                                 | 5 août 2011 – 7 mai 2014             | 2 ans, 9 mois et 2 jours      | PT                        | 24e (2011, 2014)        |                             |
| COUP D'ÉTAT 22 mai 2014 mené par Prayut Chan-o-cha Le Conseil national pour la paix et le maintien de l'ordre détient le pouvoir jusqu'au 24 août 2014                                           |                                      |                                   |                                     |                                      |                               |                           |                         |                             |
| |                                      | Prayut Chan-o-cha (1954)          | 61e                                 | 24 août 2014 – 9 juin 2019           | 8 ans, 11 mois et 29 jours    | SE (2014-2023) NTU (2023) | ANL                     |                             |
| Rama X (2016) |                                      | Prayut Chan-o-cha (1954)          | 61e                                 | 24 août 2014 – 9 juin 2019           | 8 ans, 11 mois et 29 jours    | SE (2014-2023) NTU (2023) | ANL                     |                             |
| 62e | 9 juin 2019 – 22 août 2023           | Prayut Chan-o-cha (1954)          | 25e (2019)                          |                                      | 8 ans, 11 mois et 29 jours    | SE (2014-2023) NTU (2023) |                         |                             |
| |                                      | Srettha Thavisin (1962)           | 63e                                 | 23 août 2023 – 14 août 2024          | 11 mois et 23 jours           | PT                        | 26e (2023)              |                             |
| |                                      | Paethongtarn Shinawatra (1986)    | 64e                                 | 16 août 2024 – en cours              | 9 mois et 25 jours            | PT                        | 26e (2023)              |                             |

## Durée
| Nom                       | En jours    | En années                  | Dates       |
| ------------------------- | ----------- | -------------------------- | ----------- |
| Manopakon Nitithada       | 358 jours   | 11 mois et 24 jours        | 1932-1933   |
| Phot Phahonyothin         | 2 004 jours | 5 ans, 5 mois et 25 jours  | 1933-1938   |
| Plaek Phibunsongkhram (1) | 2 055 jours | 5 ans, 7 mois et 16 jours  | 1938-1944   |
| Khuang Aphaiwong (1)      | 395 jours   | 1 an et 30 jours           | 1944-1945   |
| Thawi Bunyaket            | 17 jours    | 17 jours                   | 1945        |
| Seni Pramot (1)           | 136 jours   | 4 mois et 14 jours         | 1945-1946   |
| Khuang Aphaiwong (2)      | 52 jours    | 1 mois et 21 jours         | 1946        |
| Pridi Banomyong           | 152 jours   | 4 mois et 30 jours         | 1946        |
| Thawan Thamrongnawasawat  | 442 jours   | 1 an, 2 mois et 16 jours   | 1946-1947   |
| Khuang Aphaiwong (3)      | 151 jours   | 4 mois et 30 jours         | 1947-1948   |
| Plaek Phibunsongkhram (2) | 3 448 jours | 9 ans, 5 mois et 8 jours   | 1948-1957   |
| Phot Sarasin              | 102 jours   | 3 mois et 11 jours         | 1957-1958   |
| Thanom Kittikhachon (1)   | 292 jours   | 9 mois et 19 jours         | 1958        |
| Sarit Thanarat            | 1 936 jours | 5 ans, 3 mois et 18 jours  | 1958-1963   |
| Thanom Kittikhachon (2)   | 3 597 jours | 9 ans, 10 mois et 5 jours  | 1963-1973   |
| Sanya Thammasak           | 489 jours   | 1 an, 4 mois et 1 jour     | 1973-1975   |
| Seni Pramot (2)           | 27 jours    | 27 jours                   | 1975        |
| Khuek-rit Pramot          | 403 jours   | 1 an, 1 mois et 6 jours    | 1975-1976   |
| Seni Pramot (3)           | 169 jours   | 5 mois et 16 jours         | 1976        |
| Thanin Kraiwichian        | 377 jours   | 1 an et 12 jours           | 1976-1977   |
| Kriangsak Chamanan        | 843 jours   | 2 ans, 3 mois et 21 jours  | 1977-1980   |
| Prem Tinsulanonda         | 3 076 jours | 8 ans, 5 mois et 1 jour    | 1980-1988   |
| Chatchai Chunhawan        | 933 jours   | 2 ans, 6 mois et 19 jours  | 1988-1991   |
| Anan Panyarachun (1)      | 402 jours   | 1 an, 1 mois et 5 jours    | 1991-1992   |
| Suchinda Khra-prayun      | 47 jours    | 1 mois et 17 jours         | 1992        |
| Anan Panyarachun (2)      | 105 jours   | 3 mois et 13 jours         | 1992        |
| Chuan Likphai (1)         | 1 023 jours | 2 ans, 9 mois et 20 jours  | 1992-1995   |
| Banhan Silpa-archa        | 500 jours   | 1 an, 4 mois et 11 jours   | 1995-1996   |
| Chawalit Yongchaiyut      | 348 jours   | 11 mois et 14 jours        | 1996-1997   |
| Chuan Likphai (2)         | 1 188 jours | 3 ans et 3 mois            | 1997-2001   |
| Thaksin Shinawatra        | 2 048 jours | 5 ans, 7 mois et 10 jours  | 2001-2006   |
| Surayut Chulanon          | 485 jours   | 1 an, 3 mois et 28 jours   | 2006-2008   |
| Samak Sunthorawet         | 224 jours   | 2 ans, 6 mois et 11 jours  | 2008        |
| Somchai Wongsawat         | 84 jours    | 2 mois et 23 jours         | 2008        |
| Aphisit Wetchachiwa       | 961 jours   | 2 ans, 7 mois et 19 jours  | 2008-2011   |
| Yingluck Shinawatra       | 1 006 jours | 2 ans, 9 mois et 2 jours   | 2011-2014   |
| Prayut Chan-o-cha         | 3 284 jours | 8 ans, 11 mois et 28 jours | 2014-2023   |
| Srettha Thavisin          | 357 jours   | 11 mois et 22 jours        | 2023-2024   |
| Paethongtarn Shinawatra   | 296 jours   | 9 mois et 23 jours         | depuis 2024 |

## Particularités et faits marquants
- Plaek Phibunsongkhram détient le record de longévité du mandat de Premier ministre : il cumule 15 ans et 24 jours à cette fonction (1938-1944, puis 1948-1957). Il est suivi de Thanom Kittikhachon, qui cumule 10 ans, 7 mois et 22 jours (deux fois Premier ministre en 1958 puis entre 1963 et 1973).
- Paethongtarn Shinawatra est à ce jour la plus jeune Première ministre à accéder à la fonction (37 ans en début de fonction), tandis que Samak Sunthorawet est le plus âgé à accéder à la fonction (72 ans en début de fonction).